# Kohala
Kohala is een uitgedoofde schildvulkaan op het eiland Hawaï in de staat Hawaï in de Verenigde Staten. Kohala is 1670 m hoog en is de meest noordelijke vulkaan op dit eiland.
Kohala is de oudste vulkaan van het eiland Hawaï. Hij kwam ongeveer 500.000 jaar geleden boven zeeniveau en werd een schildvulkaan 465.000 jaar geleden. Kohala werd 300.000 jaar geleden minder actief. Op dat moment was de vulkaan tweemaal zo groot als nu, maar omdat het eiland langzaam naar beneden zakt, begon de vulkaan sneller te zakken (2,6 mm per jaar) dan nieuwe lava werd geproduceerd. De laatste uitbarsting was ongeveer 120.000 jaar geleden.